# Асафатов Сергій Олександрович
Асафатов Сергій (нар. 19 вересня 1986, Муровані Курилівці) — український співак та учасник вінницького гурту «Jazzforacat». На початку 2020 року брав участь у десятому сезоні талант-шоу «Голос країни».

## Життєпис

### Ранні роки
Навчався у школі-інтернаті смт Муровані Курилівці, Вінницьке музичне училище. Сергій з  дитинства мріяв про музику.

### Голос країни
26 січня 2020 року виступив в десятому сезоні шоу «Голос країни» із піснею «Вахтерам» гурту «Бумбокс» і розвернув до себе крісла Тіни Кароль, Потапа і Насті і Монатіка, до котрого в результаті пішов в команду. Під час вокальних боїв він разом з Тонею Совою виконав пісню Басти «Сансара», до наступного етапу (нокаутів) Монатік вибрав саме Сергія. Виконавши у нокаутах пісню «Roxanne» гурту «The Police», він пройшов в етап прямих ефірів. 26 квітня 2020 року Сергій посів четверте місце десятого сезону талант-шоу «Голос країни», у команді Діми Монатіка із міксом пісень «Кішка» та «Зелені очі» гурту «Океан Ельзи» та піснею, з якою він прийшов на сліпі прослуховування, «Вахтерам».

## Творчість
Пише пісні та музику. Вміє грати на різних інструментах.
Учасник вінницького гурту «Jazzforacat». Дует засновано у 2016 році.

## Дискографія
Сингли
- «Золото» (2020)[7]
- "Море" (2020)